# Knockout Kings 2001
Knockout Kings 2001 — відеогра в жанрі боксу розроблена EA Canada і опублікована EA Sports.

## Боксери
У Knockout Kings 2001 безліч боксерів в 3 вагових категоріях плюс жіночий бокс.
У важкому
- Мохаммед Алі
- Френк Бруно
- Баттербін (Ерік Еш)
- Джек Демпсі
- Джо Фрейзер
- Майкл Грант
- Ларрі Холмс
- Евандер Холіфілд
- Інгемар Йоханссон
- Леннокс Льюїс
- Соні Лістон
- Джо Луїс
- Роккі Марчіано
- Арчі Мур
- Кен Нортон
- Флойд Паттерсон
- Ерні Шейверс
- Девід Туа

В середньому
- Гектор Камачо
- Оба Карр
- Рубін Картер
- Хуліо Сесар Чавес
- Оскар Де Ла Хойя
- Роберто Дюран
- Вернон Форрест
- Марвін Гаглер
- Джейк Ламотта
- Шугар Рей Леонард
- Бронко Маккарті
- Шейн Мозлі
- Айк Куарто
- Девід Рід
- Шугар Рей Робінсон
- Фернандо Варгас
- Пернелл Вітакер

В легкому
- Алексіс Аргуельо
- Гектор Камачо
- Хуліо Сесар Чавес
- Дієго Корралес
- Роберто Дюран
- Заб Джуда
- Кевін Келлі
- Денні Лопес
- Рей Манчіні
- Ангел Манфреді
- Флойд Мейвезер
- Баррі Макгіган
- Ерік Моралес
- Шин О'Греді
- Аарон Прайор
- Денні Ромеро
- Пол Спадафора
- Джонні Тапіа
- Пернелл Вітакер

У жіночому
- Шевель Хеллбек
- Белінда Ларасюенте
- Крісті Мартін
- Денис Мораетес
- Лучія Ріджкер
- Регіна Халлміх
- Мія Сент Джон
- сіму Анані